# Profeta mayor
Profetas mayores es una expresión de origen cristiano, utilizada para designar a ciertos libros proféticos del Antiguo Testamento (nombre cristiano de la Biblia hebrea). Se contrapone a la denominación profetas menores que indica una colección de doce libros proféticos conocidos en la tradición judía como "Los Doce" (en arameo: תרי עשר, Trei Asar).
El adjetivo "mayores" hace alusión a la extensión de cada uno de los libros, no a su importancia o autoridad.
La expresión es usada en el canon bíblico de las iglesias cristianas y es diferente al hebreo, que divide a la Escritura en Torá (los cinco libros de la Ley), Nevi'im (Profetas, que incluye además textos que los cristianos consideran libros históricos) y los Ketuvim (Escritos, donde se reúnen los libros sapienciales y otros textos). 

## La colección de los Profetas Mayores
Los libros bíblicos llamados Profetas Mayores son :
- Libro de Isaías (Is)
- Libro de Jeremías (Jer)
- Libro de Ezequiel (Ez)
- Libro de Daniel (Da) - (Incluido por el canon hebreo dentro de los Escritos; en la tradición talmúdica Daniel no es considerado un profeta[2]).

A estos se le suele añadir:
- Lamentaciones (Lm) libro de endechas atribuido al profeta Jeremías, que en el canon hebreo y en algunas versiones de la Biblia pertenece a la categoría de Escritos.
- Libro de Baruc (Bar) escrito según la tradición por el escriba de Jeremías; no se incluye en el canon hebreo, por lo cual las iglesias protestantes lo consideran apócrifo, pero es parte del canon de las iglesias católica, ortodoxa y oriental. En estas tradiciones es parte de los llamados libros deuterocanónicos.
- Las «adiciones griegas» al Libro de Daniel, conformadas por la Oración de Azarías y el Cántico de los Tres Jóvenes (Dan. 3:24-90), la Historia de Susana (Dan. 13) y la Historia de Bel y el Dragón (Dan. 14). Las adiciones son consideradas como deuterocanónicas por católicos, ortodoxos y orientales, mientras que judíos y protestantes las consideran apócrifas.